# Groep Bijzondere Opdrachten
Groep Bijzondere Opdrachten (GBO) was een speciale politie-eenheid die in de jaren zestig en zeventig actief was in de Nederlandse stad Arnhem. De eenheid werd opgericht om de orde te handhaven op de Korenmarkt, een gebied dat destijds bekendstond om gewelddadige criminaliteit en de bijnaam "Kogelmarkt" had.

## Geschiedenis
In de late jaren zestig en vroege jaren zeventig kende de Korenmarkt een beruchte reputatie. Het gebied was een centrum voor uitgaansleven, maar ook voor georganiseerde misdaad. Criminele bendes eisten beschermgeld van ondernemers, en pooiers controleerden de prostitutie in omliggende straten. Geweld was aan de orde van de dag, en intimidatie van ondernemers en bezoekers was wijdverbreid.
Een schokkende gebeurtenis, de moord op een ondernemer in of nabij zijn zaak, leidde tot een beslissend optreden van de politie. Om de veiligheid te herstellen, werd de Groep Bijzondere Opdrachten opgericht. Deze speciale eenheid kreeg de taak om met harde hand een einde te maken aan de onrust in het uitgaansgebied.

## Werkwijze
De GBO bestond uit getrainde agenten die snel en effectief optraden bij incidenten. Hoewel de eenheid een reputatie kreeg voor haar doortastende en soms harde optreden, wist zij effectief criminaliteit en geweld terug te dringen. Het gebied werd merkbaar rustiger, en de GBO kreeg de bijnaam "Gelders Bloed Orkest," een verwijzing naar het brute karakter van de interventies. Het het harde optreden werd niet door iedereen gewaardeerd. Het gebruik van fysiek geweld en de bijna-militaire aanpak leidde tot kritiek, maar destijds beschouwde de Arnhemse politie het als een noodzakelijke maatregel gezien de omstandigheden.

## Opheffing en erfenis
In de jaren tachtig werd de GBO opgeheven. De situatie op de Korenmarkt was inmiddels genormaliseerd, en er was minder behoefte aan een speciale knokploeg. Het gebruik van de GBO blijft echter een onderwerp van discussie. In 2008 ontstond er opnieuw debat over de wenselijkheid van een vergelijkbare eenheid, nadat de Korenmarkt opnieuw te maken kreeg met gewelddadige incidenten. Een enquête onder bezoekers wees uit dat 81 procent van de respondenten graag een terugkeer van de GBO zou zien. De politie en de toenmalige burgemeester Pauline Krikke verwierpen dit idee echter, wijzend op veranderde tijden en de invoering van andere veiligheidsmaatregelen zoals cameratoezicht en interventieteams.

## Bijnaam: Kogelmarkt
De bijnaam "Kogelmarkt" voor de Korenmarkt weerspiegelde de gewelddadige reputatie van het gebied in de jaren zestig en zeventig. Deze bijnaam verdween na de inzet van de GBO, die het gebied veiliger wist te maken.

## Invloed op het uitgaansleven
Het optreden van de GBO had een blijvende impact op het Arnhemse uitgaansleven. Waar de Korenmarkt ooit een plek van angst en geweld was, transformeerde het gebied in de decennia daarna tot een relatief veilige ontmoetingsplek.